# 535
| 535                |
| ------------------ |
| Dødsfald - Fødsler |
|                    |

| Gregoriansk kalender | 535 DXXXV               |
| Ab urbe condita      | 1288                    |
| Armensk kalender     | I/T                     |
| Kinesiske kalender   | 3231 – 3232 甲寅 – 乙卯 |
| Etiopisk kalender    | 527 – 528               |
| Jødisk kalender      | 4295 – 4296             |
| Hindukalendere       |                         |
| - Vikram Samvat      | 590 – 591               |
| - Shaka Samvat       | 457 – 458               |
| - Kali Yuga          | 3636 – 3637             |
| Iransk kalender      | 87 BP – 86 BP           |
| Islamisk kalender    | 90 BH – 89 BH           |

Se også 535 (tal)

## Begivenheder
- Klimachok i 535-536

## Dødsfald
- 8. maj - Pave Johannes 2. (født 470)

| År | Spire Denne artikel om et år, årti, århundrede eller årtusinde er en spire som bør udbygges. Du er velkommen til at hjælpe Wikipedia ved at udvide den. |